# سمیر زند
محمد حسین خزعلی با نام هنری سمیر زند (متولد ۲۹ اسفند ۱۳۶۱، تهران) خواننده پاپ ایرانی است. او در دی ۱۳۹۰ (ژانویه ۲۰۱۲) موزیک‌ویدئویی به همراه حبیب محبیان منتشر کرد که عناصری از تکنو، ترنس و هاوس دارد. این ویدئو موجب جلب توجه گسترده رسانه‌ای شد.
پدر او آیت‌الله ابوالقاسم خزعلی، نماینده مجلس خبرگان قانون اساسی و رهبری و عضو فقهای شورای نگهبان بود. او در گفتگویی ویدئویی از فشارها برای اعلام برائت از برادرش مهدی خزعلی خبر داد و گفت که متن منتشر شده در بعضی سایت‌ها دربارهٔ برائت او از مهدی خزعلی، ساختگی است.
او در حال حاضر، مدیرعامل و رئیس هیئت مدیره مؤسسه فرهنگی هنری اریکه سمر است.

## آثار موسیقی
- آلبوم ناخدای عشق ۱۳۸۵
- آلبوم سناریو ۱۳۸۹–۹۰
- تیتراژ برنامه نان و ریحان، طوطیا، فیلم زخم کهنه و…

تک آهنگ‌ها
- قربان تا غدیر
- نذر آسمون
- توتیا
- می‌میرم
- دل دریا
- حیک
- حباب
- محکوم
- گندم زار
- سرزده
- عشقم آروم
- سرسپرده
- کیست این؟
- من بی تو
- یه نکاه
- مذاکرات * قاف گمشده *یار دبستانی * لک روحی (عربی) * تلاطم * سلام * سقا

## تولیدات
- سریال من نه منم،
- برنامه تلویزیونی مترونوم ۱۰۰قسمت (کارگردانی و اجرا)،
- کارگردانی نماهنگ «تو نبودی» برای حبیب محبیان

همکاری با:
حمید گودرزی،
مجیدرضازاده،
علی منصوری،
بنیامین بهادری،
مهرداد نصرتی،
فرید احمدی،
مریم اسدی،
مهدیه عرب،
حبیب محبیان